# Беллерофонт (Еврипид)
«Беллерофонт» (др.-греч. Βελλεροφῶν) — трагедия древнегреческого драматурга Еврипида (V век до н. э.) на сюжет, связанный с персонажем коринфских мифов Беллерофонтом. Её текст утрачен за исключением отдельных фрагментов.
Герой пьесы поднимается в небо на крылатом коне Пегасе, чтобы попасть на вершину Олимпа, но конь сбрасывает его. Беллерофонт скитается по земле, слепой и хромой, а перед смертью осознаёт гибельность своей гордыни и примиряется с богами. Этот герой связан с Малой Азией, так что Еврипид использовал в пьесе и восточные мотивы (в частности, вавилонские).
Аристофан в комедии «Мир» пародирует сцену полёта: его герой Тригей летает на навозном жуке и умоляет театрального прислужника, отвечающего за подъёмную машину, не уронить его. Исследователи видят в этой сцене из «Беллерофонта» проявление критического отношения Еврипида к традиционной религии. Пародия на «Беллерофонта» есть в тексте «Ахарнян» Аристофана (425 год до н. э.) и «Всадников» (424 год до н. э.).
Существует предположение, что именно «Беллерофонта» имеют в виду древние авторы, упоминающие трагедию Еврипида «Сфенебея». В любом случае в этих двух пьесах драматург использовал один и тот же мифологический сюжет.